# Daniel Dravot
Daniel Dravot es un personaje del cuento corto "El hombre que quería ser rey", de Rudyard Kipling, historia en la que se basa la película homónima de 1975. En ella, el personaje es interpretado por Sean Connery.

## En el cuento
En el cuento, Dravot y su compañero Peachey Carnehan son miembros del tercer grado de la francmasonería. Viajan a Kafiristan (el moderno Afganistán) con la intención de convertirse en reyes, los dos hacen un descubrimiento muy cónveniente: los nativos están en posesión de los secretos del primer y segundo grados de la masonería, pero  no  de los del tercer grado. Dravot se pone delantal masón de Gran Maestro, en el cual los nativos reconocen el símbolo de tercer grado como su propio símbolo sagrado grabado en la parte inferior de una piedra. Por suerte (de nuevo), la piedra sobre la que está grabado el símbolo es la piedra en la que Dravot se encuentra sentado. Dravot inmediatamente se declara "Gran maestro de todo Kafiristan " y también corregente Kafiristan junto con Peachey. La conspiración es finalmente descubierta y como resultado Dravot es asesinado. Peachey es crucificado entre dos árboles y sobrevive por un día. Los nativos al ver esto deciden dejarlo ir. Más tarde regresaría, encuentra al narrador y le cuenta la historia de lo que ha ocurrido.

## Adaptación cinematográfica
La película es muy fiel al cuento, pero no entra en los detalles masónicos. Los diferentes grados no son mencionados por nombre. La identificación de Dravot como un supuesto Dios se hace por el hecho de que lleva un colgante con un símbolo, que es el símbolo sagrado de los indígenas Kafir. El símbolo utilizado en la película no tiene un nombre, pero se muestra claramente y es simplemente el símbolo de La Escuadra y El Compás de la masonería. La otra diferencia clave entre la película y la historia es que Carnehan no muere en la película  – ambos hombres mueren en el cuento.

## En otras obras
En la novela del escritor inglés Kim Newman  Anno Dracula (1992), Dravot aparece como un vampiro que trabaja para el Club Diógenes durante la época en la que el Conde Dracula rige Gran Bretaña y les ayuda a cazar a Cuchillo de Plata. Reaparece en el secuela ambientada en la Primera Guerra Mundial, El sanguinario Barón Rojo. En la tercera parte, Drácula Cha Cha Cha, Dravot afirma ser el Padre Oscuro del agente del Club Diógenes Hamish Bond (Newman juega con el hecho de que ambos personajes los interpretó en su momento Sean Connery).
En la adaptación en cómic de La guerra de los mundos y Rastros Escarlata de Ian Edginton y D'Israeli, Dravot trabaja para el Dr. Davenport Spry, un funcionario del Gobierno británico en preparación para una invasión al Planeta Marte tras los acontecimientos de La Guerra de los Mundos.
En la secuela, Rastros escarlata: El Gran Juego, se dice que Dravot murió en la primera gran batalla de la invasión, el asedio de Tharsis Ridge. Su hijo James es un personaje protagónico.